# Laia Pons
Laia Pons Areñas (Granollers, 24 de abril de 1993) é uma nadadora sincronizada espanhola, medalhista olímpica. 

## Carreira
Laia Pons representou seu país nos Jogos Olímpicos de 2012, ganhando a medalha de bronze por equipes em Londres. 